# 風陵渡

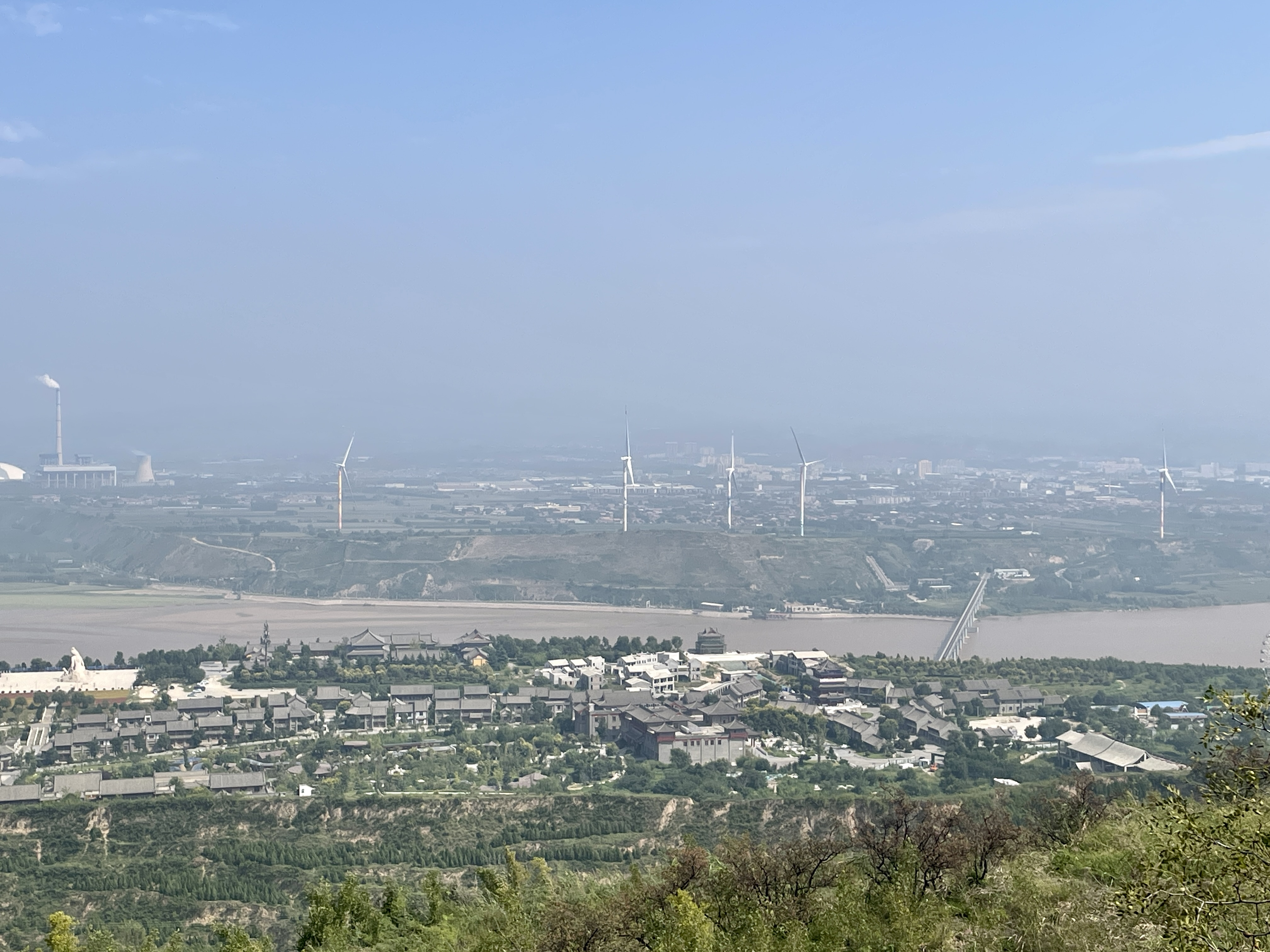
从陕西潼关眺望风陵渡

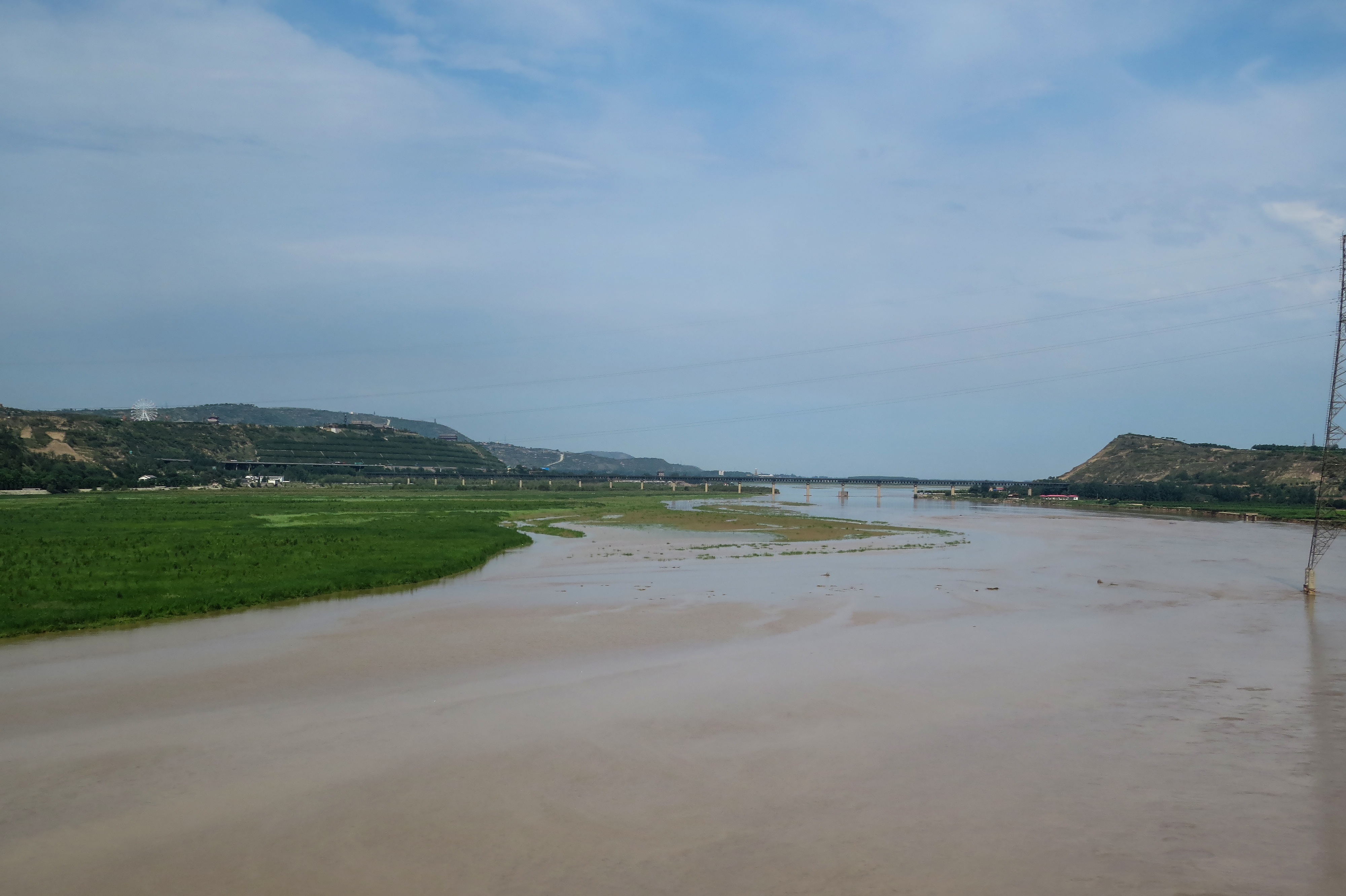
黄河风陵渡段（2017年6月）

风陵渡是古代黄河上最大的渡口，位于黄河在山西东转处，是山西、陕西、河南三省的交界点（今山西省芮城县风陵渡镇）。距離東北方的芮城县約30公里。其名字是因附近的风后陵而取的。相传黄帝六相之一的风，与蚩尤作战被杀，埋葬于此，后建有风后陵。金人趙子貞《題風陵渡》有一句：「一水分南北，中原氣自全。雲山連晉壤，煙樹入秦川。」
著名武俠小說《神雕俠侶》第三十三回「風陵夜話」，就講述女角色郭襄的出場，位置就是風陵渡。

## 名稱由來

### 傳說一
以女媧的陵墓命名，由於女媧為風姓，故稱風陵。在風陵渡附近趙村東南方，有一座女媧墓，塚高2米，周邊30米。墓前原有明萬曆三十八年(西元1610年)重建風后祠及碑記，惜已毀。

### 傳說二
名字是因附近的風后陵而取的。相傳軒轅黃帝和蚩尤大戰于涿鹿，蚩尤作大霧，黃帝部落的將士頓時東西不辨，迷失四方，不能作戰。這時候，黃帝的臣子風后(也稱風伯)，獻上他製作的指南車，給大軍指明方向，擺脫困境，終於戰勝蚩尤。可惜風伯在這場戰爭中被殺，埋葬在這裡，後來建有風后陵。風后關，位於趙村東南，高二米余，周圍30米。因武周聖曆元年（公元689年）在此置關，又稱風陵津，是黃河南泄轉而東流之地。津即渡口，所以後來稱風陵渡。

## 地理成因
黃河流過河口鎮後，為南北走向的呂梁山所阻，折向南流，奔騰於陝西、山西兩省邊界的峽谷之間。河水從壺口瀑布瀉下後，出龍門繼續向南流到潼關附近，因受東西走向的秦嶺山脈其中一條支脈華山所阻，因而折向東流。

## 歷史
風陵渡自古以來就是河東、河南、關中咽喉要道，為兵家必爭之地。在戰國時代，魏國與秦國的歷次大戰，古戰場都在這裡附近，東漢時的曹操討伐韓遂、馬超，西魏的宇文泰破高歡等著名戰爭，均發生在風陵渡。
明清時在此設巡檢司和船政司，管理防守和運輸事宜。這處渡口，歷史上一直以擺船渡河來連接陝豫二省。
抗日戰爭時的中條山戰役，風陵渡也是戰略要地和戰場。
1994年，一座長1500米的鐵路大橋，將南同蒲鐵路和隴海鐵路連接在一起，並連接黃河南北兩岸。

## 交通
風陵渡鎮地處晉、秦、豫三省交界的黃河大拐彎處，地理位置獨特，交通便捷，三河交匯（黃河、渭河、洛河）、三省交界（山西、陝西、河南）、三路共通（鐵路、公路、水路）、三橋飛架（鐵路橋、公路橋、高架橋），是山西省的南大門，是通往中國華北、西北、西南和中原大地的咽喉。

## 行政建制
風陵渡鎮共有59個行政村，69998人，110924畝耕地，12600畝河灘地，是一個傳統的農業大鎮。1998年被國家確定為農村小城鎮建設試點鎮。